# 종회의 난
종회의 난(鍾會之亂)은 264년 1월, 촉한을 멸망시킨 위나라 원정군의 사령관이던 종회가 익주를 기반으로 성도에서 반란을 일으키려다 실패한 사건이다.

## 전개
263년 위의 촉 정벌로 촉한가 멸망하자 강유는 아직 민심은 촉한을 떠나지 않을 것을 보고 남은 군사들을 이끌고 264년 촉한을 정벌한 위나라 장수 종회에게 항복한다. 그리고 종회와 친분을 쌓으며 의형제까지 맺는다.
그 사이 촉한을 정벌한 등애는 부하 사찬을 익주 자사로 봉하고 견홍과 왕기 등에게 각기 주와 군을 다스리게 한다. 하지만 사마소는 이런 등애를 견제하여 종회에게 군사를 일으켜 등애를 잡도록 하고 자신도 직접 군사를 일으킨다.
사마소가 직접 오자 종회는 강유와 상의해 반역을 꾸미고 종회는 등애와 그의 아들 등충을 붙잡아 압송한다. 사마소가 서신을 보내자 종회는 본격적으로 반란을 일으켜 강유와 함께 장수들을 불러 자신을 따를 장수들을 골라내기로 한다.
그러나 종회의 심복장수 구건이 이 사실을 호군 호열에게 알리면서 일은 발각되고 호열은 아들 호연과 감군 위관을 불러 계획을 세운다. 호열은 군사와 장수들을 선동해 성도로 선제 공격을 하고 종회는 전투 중 활에 맞아 죽고 강유도 끝까지 싸우다 전세가 불리해지자 결국 자결한다. 하지만 등애가 풀려나면 자신도 반란에 가담했을 것으로 몰릴 것이라고 두려움을 느낀 위관은 부하 전속과 군사 500명을 보내 면죽 땅에서 등애와 등충, 사찬을 살해한다.
이 난리로 함께 가담한 촉장 장익과 촉나라 황제 유선의 장남 유선(劉璿) 등이 살해당하고 특히 방덕의 아들 방회는 성도로 쳐들어와 한수정후 관이를 비롯한 옛 관우의 혈족들을 모조리 몰살해 관우의 대가 거의 끊길 뻔 했다.
성도의 군사와 백성들이 혼란 속에서 많이 사상당했고 10일 뒤 가충이 와 분위기를 수습하고 촉 황제 유선과 상서령 번건, 시중 장소, 광록대부 초주, 비서랑 극정 등을 낙양으로 올려보냈다. 뒤이어 계속 저항하던 건녕 태수 곽익도 사마소에게 항복하여 상황은 종료되었다.